# Ewa Andrysiak
Ewa Andrysiak (ur. 1955) – polska bibliotekarka, dr hab. nauk humanistycznych, profesor nadzwyczajny Katedry Informatologii i Bibliologii Wydziału Filologicznego Uniwersytetu Łódzkiego, członkini Kaliskiego Towarzystwa Przyjaciół Nauk i wiceprezes Towarzystwa Przyjaciół Książki w Kaliszu.

## Życiorys
28 lutego 1997 obroniła pracę doktorską Tradycje bibliofilskie Kalisza, 7 listopada 2006 habilitowała się na podstawie pracy zatytułowanej Książka i ludzie książki w życiu i pracy Alfonsa Parczewskiego. Otrzymała nominację profesorską. Objęła funkcję profesora nadzwyczajnego w Katedrze Informatologii i Bibliologii na Wydziale Filologicznego Uniwersytetu Łódzkiego oraz wiceprezesa Kaliskiego Towarzystwa Przyjaciół Nauk. 14 października 2022 otrzymała najwyższe odznaczenie bibliofilskie, Order Białego Kruka ze Słonecznikiem (Signum Albi Corvi cum Heliantho).